# Olenecamptus octopustulatus
Olenecamptus octopustulatus es una especie de escarabajo longicornio del género Olenecamptus, subfamilia Lamiinae. Fue descrita científicamente por Motschulsky en 1860.
Se distribuye por China, Japón, Mongolia, Corea y Rusia. Mide 8-15 milímetros de longitud. El período de vuelo ocurre en los meses de junio, julio y agosto.